# Festival Internacional de Cinema de Mar del Plata

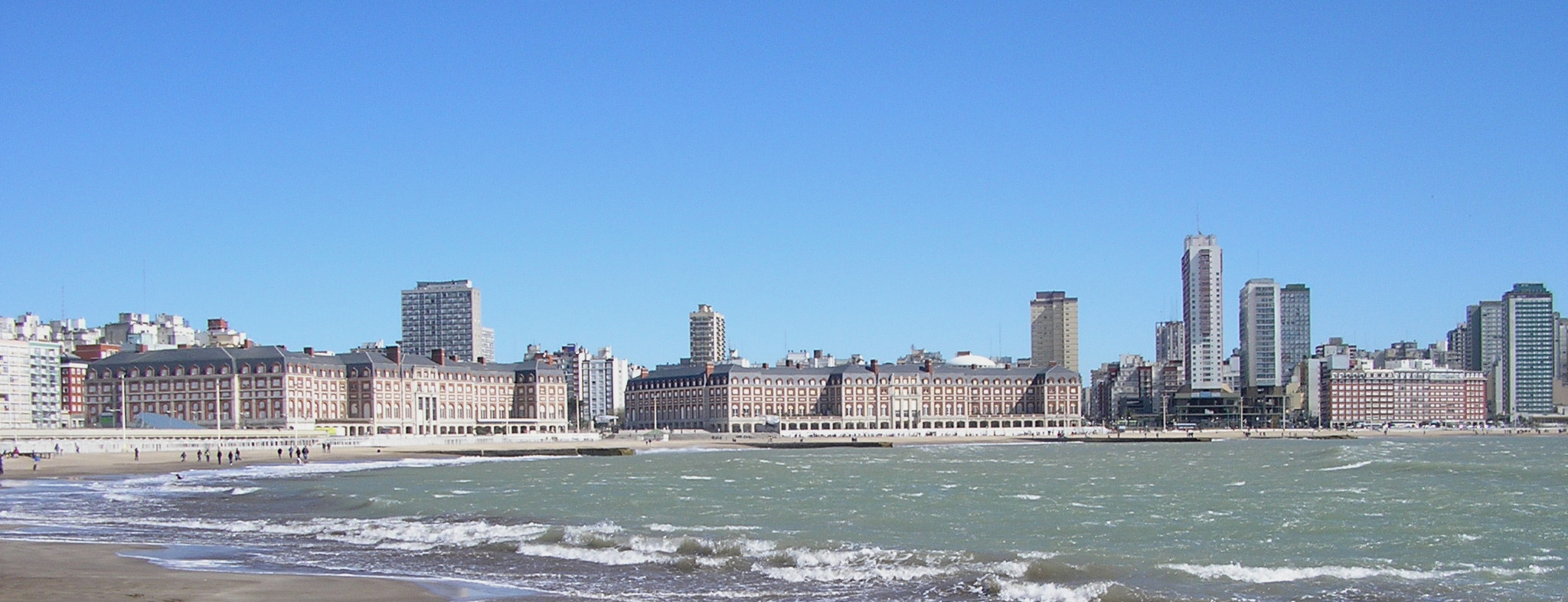
Mar del Plata, ciutat argentina on se celebra el Festival Internacional de Cinema d'aquesta ciutat.

El Festival Internacional de Cinema de Mar del Plata és un prestigiós festival de cinema internacional que es realitza tots els anys a la ciutat de Mar del Plata (Argentina). El festival de Mar del Plata és un festival de categoria "A" reconegut per la Federació Internacional d'Associacions de Productors Cinematogràfics (FIAPF) juntament amb altres festivals com ara Canes, Berlín, Venècia o Sant Sebastià entre molts d'altres.

## Història
Va ser inaugurat el 1954, pel llavors president Juan Domingo Perón i no es tractava d'un festival competitiu, sinó d'una mostra internacional anomenada "Festival Cinematogràfic Internacional". Ja en aquesta primera oportunitat el festival va comptar amb figures internacionals, de la categoria de Gina Lollobrigida i Errol Flynn. Després d'aquest es produeix una discontinuïtat de quatre anys, fins que el 1959 l'Associació de Cronistes Cinematogràfics de l'Argentina es fa càrrec del festival, i aquest és reconegut per la FIAPF.
A partir de l'any següent i fins a 1970 se celebrà anualment reflectint els diferents vessants artístics cinematogràfics de la dècada del 60, amb figures convidades com Paul Newman, Alberto Sordi, Pier Paolo Pasolini, Vittorio Gassman, Toshirō Mifune, François Truffaut, Karel Reisz, Catherine Deneuve, Juan Antonio Bardem, Anthony Perkins, Jean-Paul Belmondo, Maria Callas, Cantinflas, Andrzej Wajda, Jacques Tati, Lee Strasberg, George Hamilton, entre d'altres.
El 1964 el festival es va mudar temporalment i per única vegada a Buenos Aires i va rebre el nom de Festival Cinematogràfic Internacional de la República Argentina. L'any 1966 un cop d'estat al país produeix canvis i l'Institut del Cinema es fa càrrec dels festivals de l'any 1968 i 1970. En els anys 1967 i 1969 el festival no es va celebrar, ja que se'n feien d'altres a Rio de Janeiro.
Després de 1970 hi va haver una interrupció de 25 anys, i si bé hi va haver alguns intents de reactivar-lo, això no va succeir, fins al 1996, quan el festival torna completament renovat. En aquesta nova etapa es va començar a realitzar en el mes de novembre, des de 2001 tornaria a la seva data tradicional en el mes de març i des de 2008 novament es va traslladar al mes de novembre. En aquesta etapa el festival accedeix a la "categoria A", la més alta assignada pel FIAPF.

## Premis
Originalment els premis eren denominats "Ombú" fins a l'any 2004 en el qual els premis canvien de nom passant a cridar-se "Astor", en honor d'Astor Piazzolla. El jurat és internacional i està compost per cineastes, artistes, professors i teòrics del món del cinema.
Actualment es lliuren els premis Astor a Millor Pel·lícula, Millor Director, Millor Actriu, Millor Actor, Millor Guió, Millor Pel·lícula Iberoamericana i el Premi especial del Jurat.
La vint-i-dosena edició del Festival Internacional de Cinema de Mar del Plata va tenir lloc del 8 al 18 de març de 2007.
En aquest festival es va introduir una nova categoria, destinada als realitzadors de Llatinoamèrica. La competició atorga el Premi Ernesto Che Guevara a la millor pel·lícula Llatinoamericana. En l'edició de 2011 el premi a la millor pel·lícula fou per "Abrir puertas y ventanas".